# Sint-Eustachiuskerk (Zichem)
De Sint-Eustachiuskerk Zichem is de parochiekerk van Zichem. Op het plein ervoor staat het standbeeld van Ernest Claes met op zijn schouders De Witte het hoofdpersonage uit De Witte van Zichem. De kerk bezit een zeldzaam altaarstuk van de Antwerpse schilder Jan Mandijn. Bijzonder zijn ook de gotische brandglasramen van het koor. Op basis van een wapenschild is het Kruisigingsraam te dateren in 1386-1398, waarmee het gaat om het oudste in situ bewaarde glas-in-lood van de Lage Landen. De kerk werd in 2023 gerestaureerd.